# Черч-авеню (линия Брайтон, Би-эм-ти)
|     |   |   |     |     |   |   |     |
| · л | · | · | · э | · э | · | · | · л |

|     |   |   |     |     |   |   |     |
| · л | · | · | · э | · э | · | · | · л |

«Черч-авеню» (англ. Church Avenue) — станция Нью-Йоркского метрополитена, расположенная на линии Брайтон, Би-эм-ти. Станция находится в Бруклине, в округе Флэтбуш, около пересечения Западной 18-й улицы с Черч-авеню. На станции останавливаются маршруты B (в будни днём и вечером до 23:00) и Q (круглосуточно). Экспресс-пути используются маршрутом B (в будни днём и вечером до 23:00). Локальные пути используются маршрутом Q (круглосуточно).

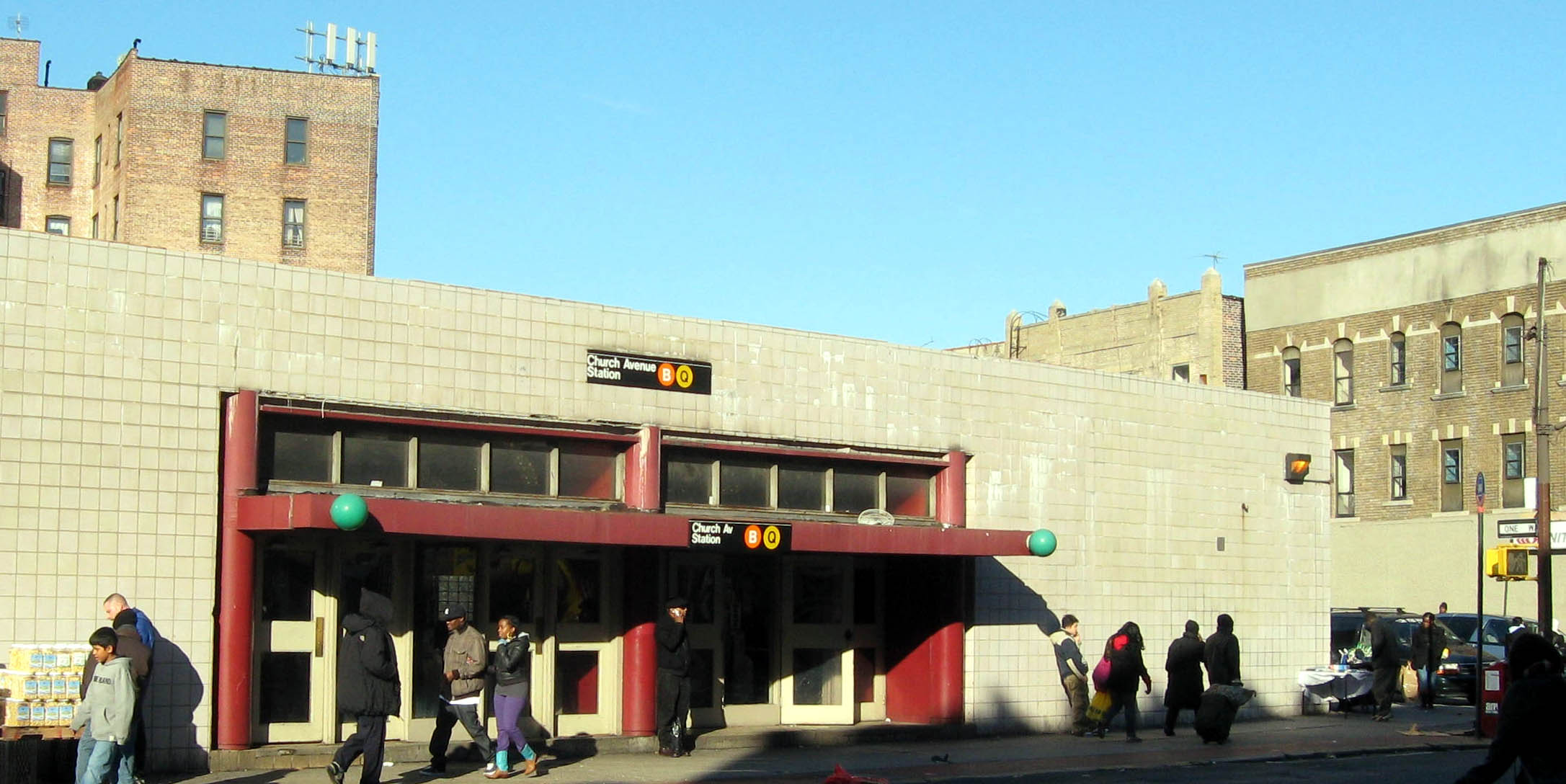
Вестибюль станции

Станция является наземной, расположена на четырёхпутной линии и представлена двумя островными платформами. Имеются навесы, каждый из которых поддерживают два ряда красных колонн. На колоннах также имеются таблички с названием станции. С обоих концов станции пути следуют в короткие тоннели под городскими улицами. Станция реконструировалась в 1980-х годах.
Станция имеет два выхода, расположенные с обоих концов станции. Оба выхода представлены лестницами, которые ведут с каждой платформы в вестибюль станции. В последнем располагаются турникеты. Круглосуточно открыт только южный выход. Он приводит к Church Avenue. Здесь имеются туалеты — это одна из немногих таких станций. Северный выход имеет ограниченный режим работы и приводит к Caton Avenue и St. Pauls Place. Имеется также один заброшенный выход на Западную 18-ю улицу, который перестал функционировать с момента реконструкции станции.
Станция была открыта 2 июля 1878 года на тогда ещё двухпутной BMT Brighton Line (позже — BMT Brighton Line). В состав метрополитена линия вошла 1 августа 1920 года. С этого момента на участке линии от Prospect Park до Coney Island — Stillwell Avenue она стала четырёхпутной и на ней открыли экспресс-сообщение.